# Roman Czarnomski

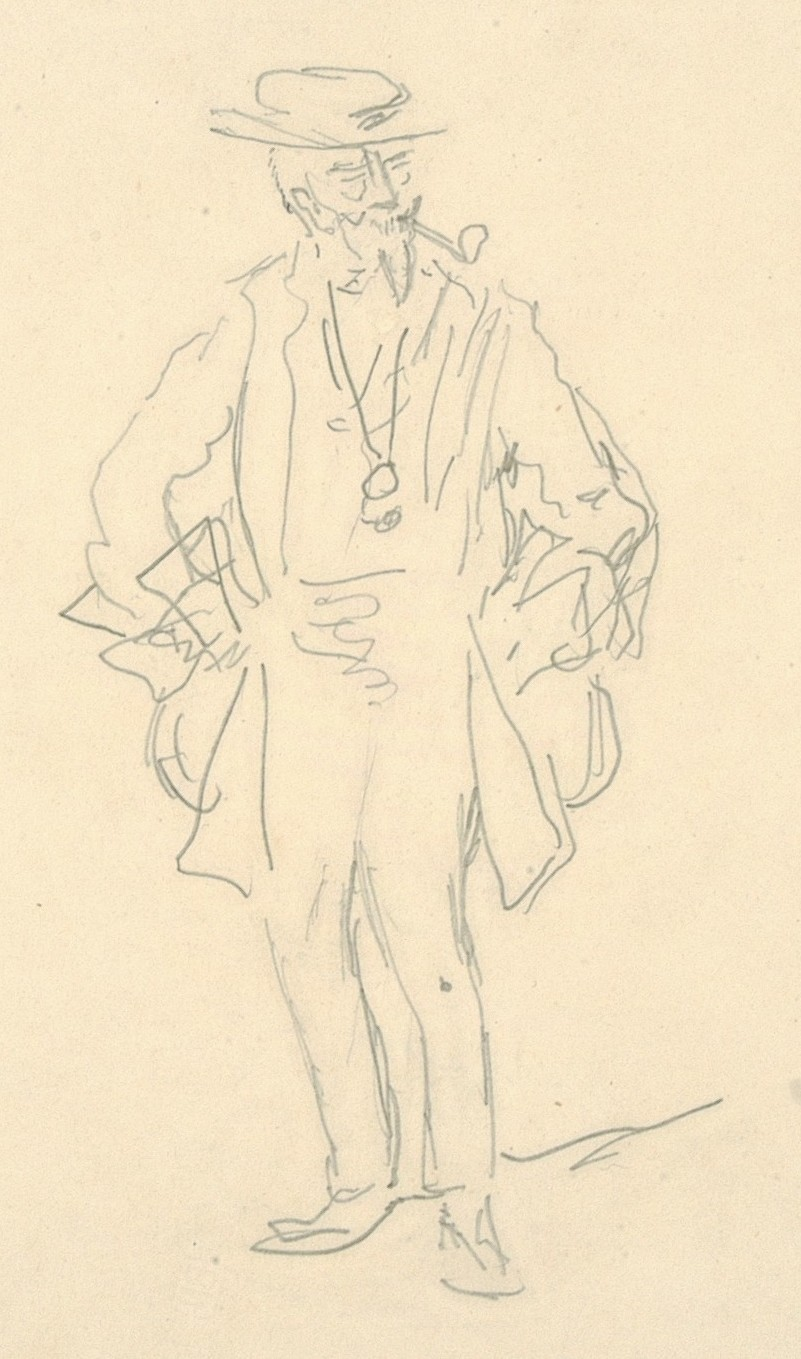
Roman Czarnomski na karykaturze C.K. Norwida

Roman Aleksander Czarnomski herbu Jastrzębiec, niekiedy zwany Czarnocki (ur. 28 lutego 1800 w Tłuchówku koło Lipna, zm. 28 kwietnia 1892 w Paryżu) – oficer Wojska Polskiego i generał Komuny Paryskiej.
Był prawdopodobnie bliskim krewnym generała Franciszka Czarnomskiego (1783–1855). W 1830 r. był podporucznikiem Pułku 2 Strzelców Konnych Najjaśniejszej Cesarzowej i Królowej Aleksandry w Łowiczu. Uczestniczył w powstaniu listopadowym, gdzie wyróżnił się w bitwie pod Stoczkiem.
W czasie tzw. Wiosny Ludów uczestniczył w powstaniu wielkopolskim 1848 r. (dosłużył się wtedy stopnia majora) i w zrywie badeńskim 1849 r. Działał potem jako oficer turecki (dowódca pułku kozaków osmańskich) w latach 1855–1856 (został wówczas awansowany przez gen. Wł. Zamoyskiego na stopień pułkownika).
Po wybuchu powstania styczniowego powrócił do Polski i był w latach 1863–1864 generalnym organizatorem województwa płockiego. Po upadku powstania zbiegł do Francji, gdzie zaciągnął się do armii Drugiego Cesarstwa. Jako oficer francuski walczył w wojnie francusko-niemieckiej.
W 1871 r. brał udział w tworzeniu Komuny w Paryżu, od której władz otrzymał stopień generała i zadanie organizowania oddziału kawalerii. Był członkiem sztabu gen. W. Wróblewskiego. Po klęsce Komuny Paryskiej został skazany na galery. Po ogłoszonej w 1883 r. amnestii osiadł w Paryżu, gdzie zmarł w 92. roku życia.